# Herre Kingma
Jan Herre Kingma (Goes, 8 april 1948) is een Nederlandse cardioloog en bestuurder in de gezondheidszorg. Kingma is een telg uit het Friese patriciërsgeslacht Kingma, reders en kooplieden te Makkum.

## Levensloop
Kingma studeerde geneeskunde aan de Rijksuniversiteit Groningen en behaalde daar zijn artsexamen in 1974. Hij promoveerde op een farmacologisch proefschrift, waarvoor hij als eerste in Nederland proeven deed bij gezonde vrijwilligers met een experimenteel geneesmiddel. Hij specialiseerde zich daarna in de cardiologie en was als cardioloog-klinisch electrofysioloog werkzaam in het Sint Antonius Ziekenhuis in Nieuwegein van 1985 tot 2000, de laatste drie jaar tevens als voorzitter van de medische staf. Naast zijn praktijk als cardioloog deed hij veel klinisch geneesmiddelenonderzoek, ook in multicentrisch verband met de Werkgroep Cardiologische Centra Nederland, WCN, waarvan hij medeoprichter en eerste voorzitter was. Deze grote betrokkenheid bij geneesmiddelonderzoek leidde mede tot zijn benoeming in 1997 als deeltijd hoogleraar klinische cardiovasculaire farmacologie bij de vakgroep Klinische Farmacologie van de RUG, later het Universitair Medisch Centrum Groningen, UMCG.
Kingma verwierf vooral bekendheid als voorzitter van de Landelijke Specialisten Vereniging (LSV), als medeoprichter en voorzitter van de Orde van Medisch Specialisten en als bestuurslid van de Nederlandse Maatschappij ter bevordering der Geneeskunst. In 2000 gaf hij zijn klinische praktijk op toen hij werd benoemd tot inspecteur-generaal voor de Volksgezondheid bij het ministerie van Volksgezondheid, Welzijn en Sport. In hetzelfde jaar bracht hij een onderzoek van het Institute of Medicine, de Amerikaanse Gezondheidsraad, naar patiëntveiligheid onder de aandacht en wees op het, volgens internationale cijfers hoge aantal vermijdbare doden in ziekenhuizen. Hij nam het initiatief om in samenwerking met het RIVM een risicomodel te ontwikkelen om het inzicht in de kwaliteit van de gezondheidszorg te vergroten. Zijn pleidooien in 2001 voor de oprichting van een instituut voor patiëntveiligheid en publicaties voor het open melden van medische incidenten trokken de aandacht, evenals zijn initiatief om de kwaliteit en veiligheid van zorg weer te geven met behulp van prestatie-indicatoren. Deze werden de basis van de zogenaamde AD top 100. Bij zijn afscheid als inspecteur-generaal begin 2006 werd hij benoemd tot  officier in de Orde van Oranje-Nassau.
In 2006 werd Kingma voorzitter van de raad van bestuur van de ziekenhuisgroep Medisch Spectrum Twente, een groot algemeen ziekenhuis in de regio Twente. Daar kreeg hij na enige tijd te maken met de affaire-Jansen Steur, de kwestie van een disfunctionerende neuroloog in het ziekenhuis. 
Op 1 mei 2013 volgde Bas Leerink Kingma op als bestuursvoorzitter van het Medisch Centrum Twente. De gemeente Enschede onderscheidde Kingma met de zilveren penning van de stad voor zijn inspanningen het ziekenhuis te behouden voor de binnenstad van Enschede.